# La Journée sombre
La Journée sombre est un tableau peint par Pieter Bruegel l'Ancien en 1565. Il est conservé au Musée d'histoire de l'art de Vienne à Vienne. Il fait partie d'une série de 6 tableaux sur les saisons. 

## Description
Ce paysage côtier est le plus sombre de toute l'œuvre de Brueghel l'Ancien. Des touches noires accentuent encore l'impression d'un temps tourmenté. Les dangers de la navigation, reconnaissables au navire échoué et aux naufragés, ne sont pas traités par les autres peintres avec une ampleur et une richesse de détails comparable à celle de Brueghel. Une famille vient de gravir la pente. Les gaufres tenues par l'homme et la couronne de papier coiffant l'enfant sont autant d'attributs qui apparaissaient déjà dans le Combat de Carnaval et de Carême. L'action de la Journée Sombre doit donc se situer en février ou en mars. Par rapport à la tradition des calendriers, Brueghel l'Ancien se contente d'évoquer la confection de fagots et les soins de la vigne, grâce à un personnage fixant des sarments à un mur, à droite du tableau. On a à juste titre décrit la scène comme un avant-printemps, car rien n'évoque encore la pousse ou la croissance des plantes.